# Cananefaten

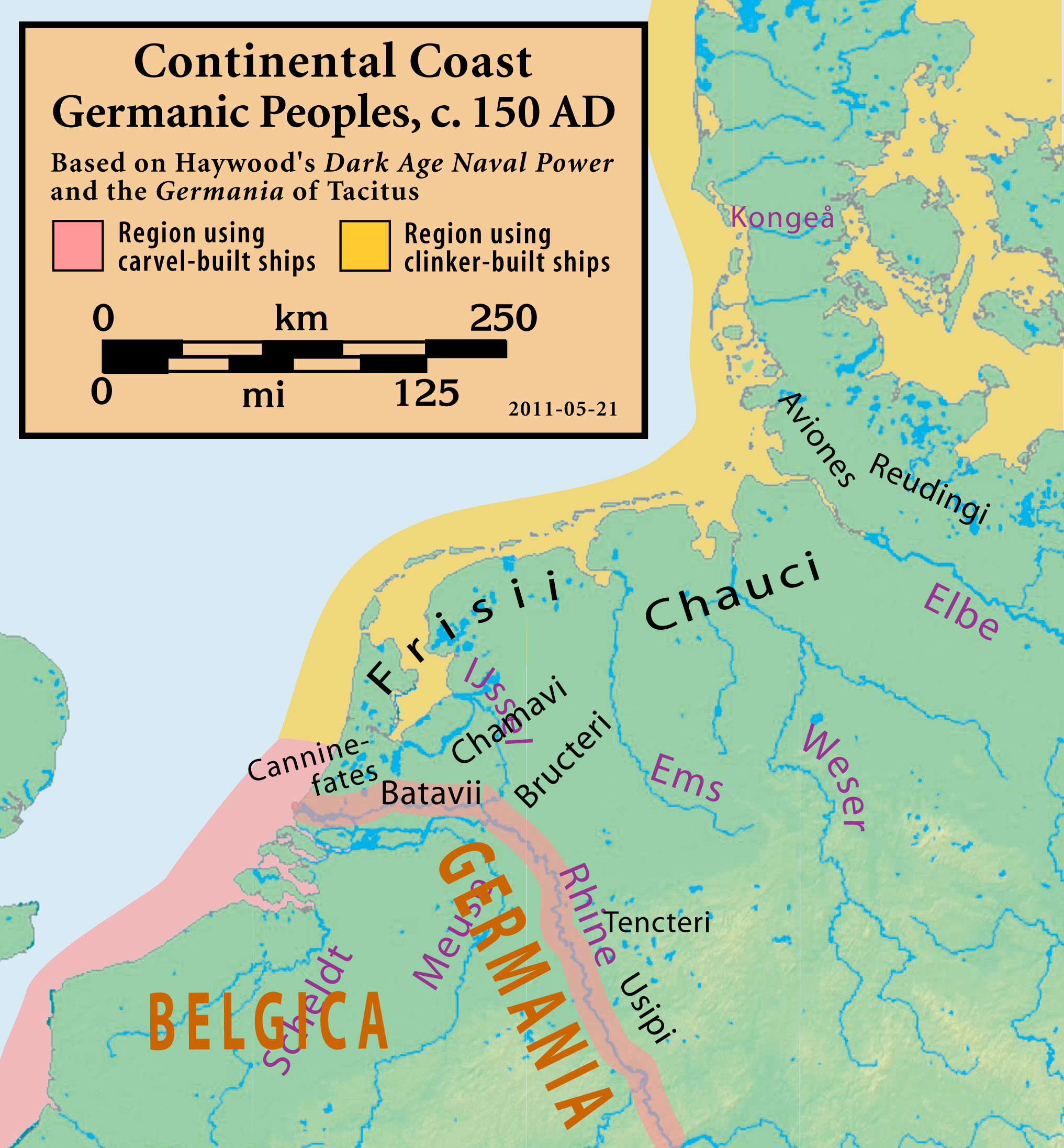
Stammen langs de kustlijn, 150 na Chr.

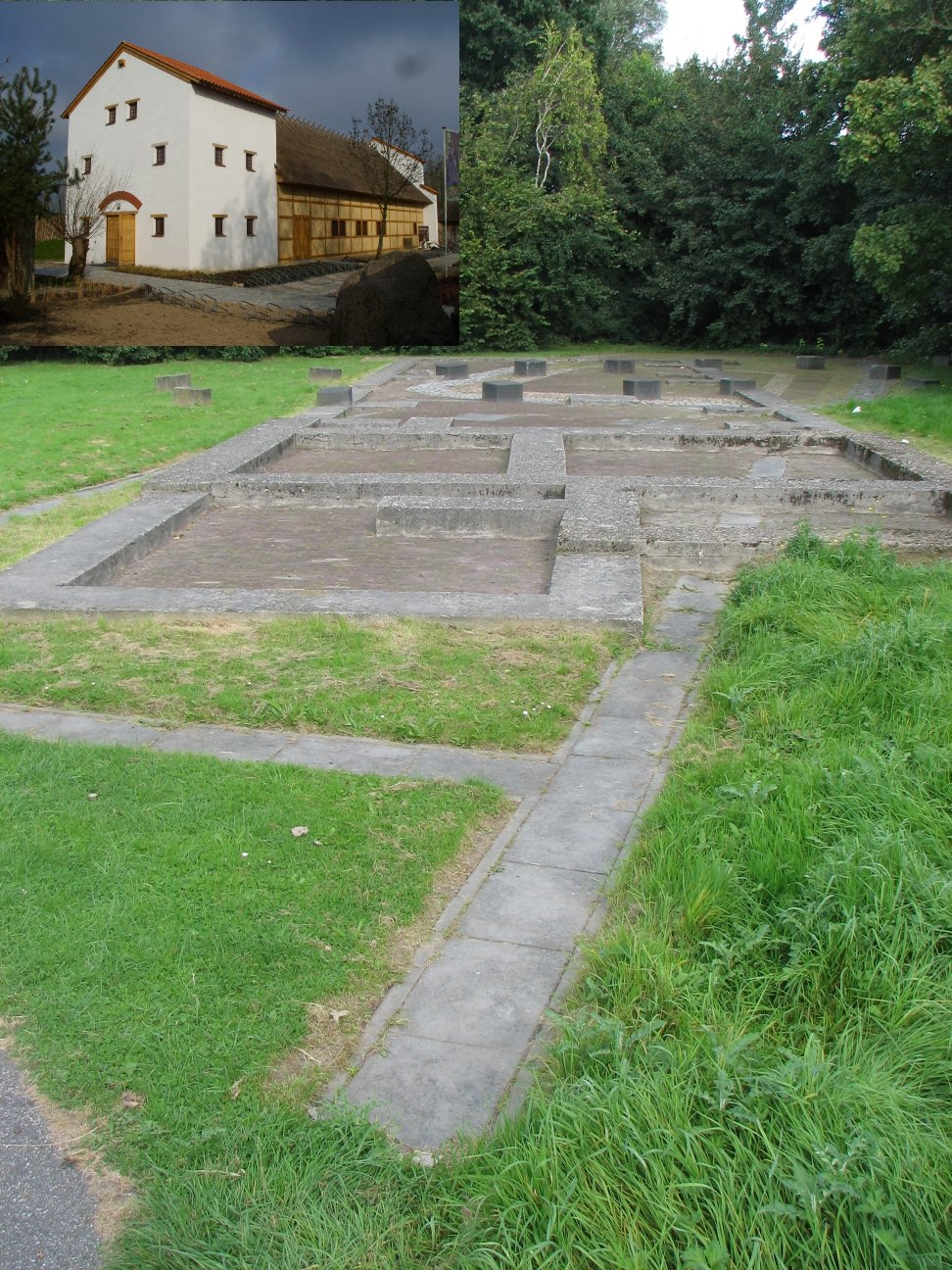
Fundamenten van een boerderij van de Cananefaten aan de Tubasingel in Rijswijk ZH. Inzet: Reconstructie in het Archeon

De Cananefaten (Latijn: Cananefates; verouderde spelwijzen: Kaninefaten, Canninefaten, betekenis: look-meesters) waren een West-Germaanse stam of volk, wonend ten westen van de Bataven aan de Noordzeekust. De stad Forum Hadriani (gelegen op de plek van het tegenwoordige Voorburg) lag in het hart van het gebied van de Cananefaten, de bestuurlijke eenheid Civitas Cananefatium. Stad en stam vormden op den duur een eenheid zoals ook uit de officiële naam van de stad blijkt: Municipium Aelium Cananefatium, zoals vermeld op Romeinse mijlpalen uit Den Haag en Monster, waarin de letters MAEC zijn uitgehouwen.

## Beschrijvingen door klassieke auteurs

### Velleius Paterculus en Tacitus
De eerste vermelding van de stam door Caius Vellius Paterculus heeft betrekking op de onderwerping van de stam door Tiberius in 4 (na Chr.). Volgens Tacitus waren de Cananefaten verwant aan de Bataven, maar minder talrijk. In 28 (na Chr.) vocht een ala Caninefas, een Cananefaatse ruitereenheid in Romeinse dienst tegen de Frisii, die in opstand waren gekomen tegen de heffing van onredelijke belastingen. Uit het verslag van Tacitus van de gevechtshandelingen kunnen we opmaken dat de Cananefaten een gevoelig verlies leden. Velen stierven in de omgeving van castellum Flevum en het bos van Baduhenna. De Frisii waren in staat een Cananefaatse aanval in de rug te keren, mede doordat de Romeinen er niet in slaagden hun troepen gezamenlijk op te laten treden. De Cananefaten waren onder leiding van Brinno bondgenoten van de Bataven in de Bataafse Opstand onder Julius Civilis in 69 (na Chr.).

### Honorius
De laatste vermelding van de Cananefaten stamt uit de vierde eeuw. Ze worden genoemd in een encyclopedisch geschrift, de Cosmographia van Iulius Honorius. Deze vermelding heeft voor West-Nederland echter weinig betekenis omdat het hier hoogstwaarschijnlijk de overname van oude gegevens betreft. Daarmee wordt het jongste bewijs voor het gebruik van de naam van de Cananefaten geleverd door de mijlpaal van Rijswijk. Deze stamt uit het midden van de derde eeuw en noemt als caput viae, beginpunt van de weg: [C(ivitas)] CANANEFATV(m) A B [HADR(iani)] F(oro).

### Militaire diploma's
Bovengenoemde voorbeelden geven geen uitputtend beeld van de soorten bronnen waarin de Cananefaten worden genoemd. De naam komt niet alleen voor in literair-historische en encyclopedische geschriften en op mijlpalen, maar ook in militaire diploma's, zoals een exemplaar gevonden in Poeldijk. De zoon van de Cananefaat Amandus diende als cavalerist bij een Oostenrijks onderdeel, de 'ala I Noricum'. Het Romeinse leger heette in de provincia Exercitus Germaniae Inferioris ("strijdkrachten van Neder-Germanië") op inscripties afgekort als EXGERINF. Het bestond uit meerdere (tot vier) legioenen en Auxilia of hulptroepen.
Van de Bataven en de Cananefaten samen waren constant 5000 tot 6500 mannen in dienst. Daarvoor leverden de Cananefaten jaarlijks 24 nieuwe rekruten, de Bataven zelfs het tienvoud.
Zo'n twaalf diplomata militaria maken niet alleen duidelijk dat de door Tacitus genoemde ruiterafdeling nog minstens tot in het begin van de derde eeuw bleef functioneren maar ook dat de Cananefaten onderworpen waren aan de lichting van één cohors, een infanterie-eenheid. De meeste vrouwen gingen waarschijnlijk niet mee met hun mannen op zending in het Donaugebied.

## Leefgebied
Het oorspronkelijke leefgebied van de Cananefaten lag in het vrije Germania Magna aan de overzijde van de Rijn. Tiberius onderwierp deze stam in 4 n. Chr.. Mogelijk resulteerde dit in een afgedwongen migratie naar het kustgebied aan de Noordzee tussen de Oude Rijn en het Hollands Diep, zoals ook de Bataven en de Ubiërs hun oorspronkelijke leefgebied moesten verruilen voor een streek in Germania Inferior om als geromaniseerde stam te fungeren als buffer tegen invallende vrije Germaanse stammen. Caius Velleius Paterculus schrijft ca. 30 n. Chr. in zijn beknopte “Romeinse geschiedenis” [2.105]: “Hij viel meteen Germanië binnen, onderwierp de Cananefaten, Chattuariërs en Bructeren, aanvaarde de overgave van de Cherusken (was de stam maar niet kort daarop zo beroemd geworden door onze nederlaag!), trok over de Weser en drong binnen in de gebieden voorbij die rivier.”  
De Cananefaten leefden tussen de mondingen van de Rijn en de Maas (Helinium) op de zandgronden tussen de duinen en de veenmoerassen in de huidige provincie Zuid-Holland, vermoedelijk tot in de buurt van Gouda.
Omstreeks het jaar 161 na Chr. kreeg de Romeinse nederzetting Forum Hadriani een andere naam: Municipium Aurelium (of Aelium) Cananefatium. Dit werd de hoofdstad van het Cananefaatse gebied.
In de buurt van Vlaardingen zijn uit het jaar 100 n.Chr stammende duikers gevonden. Ook vond men hier een klepduiker, die waarschijnlijk door Cananefatische boeren werd gebruikt om landerijen te ontwateren. Het betreft hier het eerst bekende sluissysteem in West-Europa. Men denkt dat deze duikers lokaal zijn ontwikkeld.

## Germanen of Kelten
Op grond van de huidige bronnen is er nog geen definitieve uitspraak te doen over de etniciteit van de Cananefaten. Vóór Germaans pleit dat Tacitus schreef dat ze dezelfde taal spraken als de Bataven. Verder zijn er in de Eifel inscripties gevonden uit de eerste eeuw voor de jaartelling, die erop wijzen dat dit hun oorsprongsgebied is. De datering van de inscripties is echter omstreden. Daarentegen is de naam Lugdunum Keltisch, net als het eerste deel van de naam van het volk zelf. Tegen nauwe culturele verbondenheid met de Bataven spreekt dat Bataafs muntgeld vrijwel niet in het Cananefaatse gebied wordt aangetroffen en dat het aardewerk aansluit bij wat er elders langs de Hollands-Vlaamse kust wordt gevonden en afwijkt van het binnenlandse aardewerk.
Het is de vraag hoe belangrijk de kwestie is. Culturele identiteit is geen vast gegeven en kan binnen enkele generaties zijn omgeslagen. Verder kan niet vastgesteld worden of de Cananefaten inderdaad een culturele eenheid vormden, of dat bijvoorbeeld hun elite een andere afkomst had dan het overige volk, of dat onder de naam Cananefaten een conglomeraat van verschillende stammen bekend is geworden (Plinius noemt naast de Bataven en Cananefaten uit dezelfde regio ook de Frisii, Chauci, Frisiavones, Sturii en de Marsacii).

## Cananefaten als legionnairs

### De Friese Opstand en deala Caninefas
In 28 n. Chr. kwamen de Friezen in opstand. Tacitus schrijft over de represaillemaatregelen: “Zodra dit gerapporteerd was aan Lucius Apronius, de gouverneur van Beneden-Germanië, ontbood hij detachementen legioensoldaten uit Boven-Germanië en een selectie van hulptroepen bestaande uit voetvolk en ruiterij. Hij voer met beide legertroepen tegelijk de Rijn af en rukte op tegen de Friezen. Het beleg van het fort was al opgebroken en de rebellen hadden zich teruggetrokken om hun eigen gebied te verdedigen. Dus ging hij over tot de aanleg van dammen en loopbruggen in de veengronden in de buurt, om de zwaardere legeronderdelen daarover te kunnen verplaatsen. Nadat men intussen doorwaadbare plaatsen had gevonden, gaf hij een ruiterafdeling van de Cananefaten en al het Germaanse voetvolk dat in onze strijdkrachten diende bevel met een omtrekkende beweging de vijand in de rug te komen.” [Tacitus, Annales 4.73]

### Gannascus en Corbulo
Tacitus vermeldt de Cananefaat Gannascus, een deserteur uit het Romeinse leger, die in 46 of 47 de aanvoerder was van Chaukische zeerovers, die de Noordzeekust onveilig maakten. De beroemde generaal Corbulo nam wraak door Gannascus die hij van desertie en trouwbreuk betichtte, te vermoorden. Klaarblijkelijk hadden de Cananefaten een eed van trouw aan de Romeinse keizer moeten afleggen, om als hulptroepen te worden opgenomen in het Romeinse leger en daarnaast bepaalde privileges te genieten. “In deze dagen deden de Chauken een inval in Beneden-Germanië, onder aanvoering van Gannascus, die, een Cananefaat van afkomst, in ons leger had gediend bij de hulptroepen en die daarna was overgelopen en – met lichte vaartuigen zeeroverij bedrijvend – speciaal de kust teisterde waar de [Belgische] Galliërs woonden, omdat hij heel goed wist, dat deze rijk en weinig weerbaar waren.” [Tacitus, Annales 11.18.1]. Rond het jaar 50 liet Corbulo in de Civitas Cananefatium van het kampement Matilo (Leiden-Roomburg) via de stad Forum Hadriani (Voorburg) tot aan het Helinium bij Naaldwijk een kreek (de Vliet en de Gantel) uitgraven, die bekend zou komen te staan als het Kanaal van Corbulo. Tegenwoordig wordt de migratie van de Cananefaten vanuit het overrijnse Germania naar het platteland achter de Zuid-Hollandse duinen rond het jaar 50 gedateerd.

### Brinno en de Bataafse Opstand
Vooruitlopend op de Bataafse opstand rebelleerden de Cananefaten als eerste onder hun leider Brinno. "Er leefde onder de Cananefaten een man van brute onbeschaamdheid, Brinno genaamd, door de glans van zijn afkomst groot in aanzien. Zijn vader had zich tot vele vijandelijke handelingen verstout en met de komedie van Caligula’s expedities ongestraft de draak gestoken. Derhalve viel Brinno op zichzelf reeds om de roep van zijn rebels geslacht bij zijn stamgenoten in de smaak. Naar ’s lands wijs boven op een schild gezet en op de schouders van zijn dragers in balans gehouden, wordt hij tot aanvoerder gekozen. En ogenblikkelijk roept hij nu de Friezen op (dit is een stam aan gene zijde van de Rijn), waarna hij de zich in de onmiddellijke nabijheid bevindende winterkwartieren van twee aan de Oceaan gelegen cohorten overrompelt.” (Tacitus, Historiën 4.15.2] “Toen het met de list niet al te best had willen vlotten, nam Civilis zijn toevlucht tot geweld en groepeerde de Cananefaten, Friezen en Bataven in afzonderlijjke wigformaties.” [Tacitus, Historiën 4.16]. “Wat de vloot betreft, de Cananefaten namen het initiatief deze aan te vallen en het grootste deel van de schepen werd tot zinken gebracht of buitgemaakt. Ook werd een grote menigte Nerviërs – die er uit eigen beweging toe was gekomen zich in de oorlog te storten voor de Romeinen – door deze zelfde Cananefaten op de vlucht gedreven.”[Tacitus, Historiën 4.79.2-4].

### Afkomst infanteristen
Men mag aannemen dat in de eerste eeuw de leden van de beide eenheden ook daadwerkelijk Cananefaten waren en dat de eenheden genoemd waren naar de etnische afkomst van de leden. Tot aan de Bataafse Opstand stonden ze zelfs onder leiding van de adel van de eigen stam.
Voor de tweede en derde eeuw is de etnische afkomst veel minder zeker omdat ook voor deze eenheden geworven werd in de gebieden waar de eenheden waren gelegerd. Na de Bataafse Opstand lagen deze oorspronkelijk Cananefaatse eenheden ver van West-Nederland: in de provincies Germania Superior, Dacia Porolissensis, Pannonia Superior en Mauretania Caesariensis. De Cananefaten belandden in Algarije, waar bij Tipassa de grafsteen is gevonden van een ruiter met de naam Auditor.  
Alle onderzoeksresultaten in Germania Inferior van eind 2e eeuw, toen het nederzettingenstelsel daar leek te vervallen, wijzen op een significante toename van de populatie.

### Het lot van de thuisblijvers
Er waren zeker stamvrouwen die hun mannen vergezelden. Maar de meeste getrouwde vrouwen bleven waarschijnlijk thuis om voor familie en erfgoed zorg te dragen, zoals ook moge blijken uit de rijk gedocumenteerde correspondentie van soldaten in Egypte. Dat de meeste vrouwen waarschijnlijk niet met hun mannen op zending in het Donaugebied meegingen, resulteerde de facto in een sociaal gedomineerd Germania Inferior van vrouwen, kinderen en ouderen. Dergelijke situatie wordt door onderzoek naar moderne migratie bevestigd, waar blijkt dat wanneer de mannen weg zijn de vrouwen de verantwoordelijkheid voor huishouden en landbouw, evenals de financiële controle op zich nemen.
Interessant gegeven is ook dat er blijkbaar veel minder analfabetisme was, ook bij de lagere klassen, dan klassieke onderzoekers onder ogen hebben willen zien. Wanneer het kunnen lezen en schrijven in de Rijndelta te danken was aan het volbrengen van militaire dienstplicht, zou de concentratie van opgegraven zegeldoosjes op andere plaatsen in het Romeinse Rijk ook aanwijzing kunnen zijn voor de plaatsen waar de rekruten bij voorkeur vandaan werden gehaald. Kunnen lezen en schrijven zou dus niet beperkt zijn gebleven tot de soldaten in dienst en de veteranen. Het verlangen met de afwezige echtgenoten te communiceren, de noodzaak tot afhandelen van verplichtingen en de verantwoordelijkheid om het huishouden draaiende te houden zijn in moderne samenlevingen voor emigranten voldoende prikkels om naar onderwijs uit te kijken.
De occasionele vondst van linzen of erwten op rurale sites wijst mogelijk op extra bijvoeding eerder dan op smaak voor exotische luxe, en de aanwezigheid van haver - een typisch nagewas voor kleinschalige intensieve landbouw - wijst ook in een bepaalde richting. Tuinbouwbedrijven zijn bijzonder geschikt voor het kweken van fruit en groenten die niet enkel het dieet aanvullen maar ook marktgelegenheid scheppen. Dat geldt ook voor de traditioneel door vrouwen gerunde producties van kaas, boter, kippen, eieren en bier. Daarmee kunnen vrouwen op bescheiden schaal naar de markt trekken. Het is moeilijk zulke transacties op te sporen, want er komt vaak zelfs helemaal geen geld aan te pas, maar de hoeveelheden kippen, eieren evenals bier door het Vindolandagarnizoen aangekocht wijzen mogelijk in die richting. Daarenboven stelt men in de eerste eeuw een snelle verspreiding van kleinere munten in het achterland van de forten vast.
Een ding staat ondertussen vast: 'Cananefaten' betekent niet, zoals vaak wordt beweerd, 'konijnenjagers'.  
In dit perspectief kan de lage graad van romanisering en het gebrek aan ingevoerde weelde in het gebied van de Neder-Rijn worden bekeken niet in termen van 'weerstand' of 'traditionele krijgerswaarden', maar eerder vanwege door vrouwen gecontroleerde landbouw, die liever belegden in basisonderhoud dan in statussymbolen waaraan mannen graag de voorkeur geven. Het Romeinse leger trof de vrouwen dus niet enkel als echtgenotes, afhankelijken en seksuele partners. De constante vraag naar nieuwe legionnairs veranderde hun leven en hun verwachtingen in hele gebieden van het Rijk. Van hen werd verwacht dat zij de landbouw als bestaansbasis in stand hielden tot de terugkomst van mannen en zonen, en te zorgen voor de productie van de volgende generatie soldaten.

## Godsdienst
De Cananefaten vereerden onder meer de ‘Hiannanefatische moeders’ (matres / matronae) of moedergodinnen, die veelal gedrieën worden weergegeven.